# 주남마을 버스 총격 사건
주남마을 버스 총격 사건 또는 주남마을 학살 사건은 5·18 광주 민주화 운동 당시 광주시 외곽에서 광주 시외로 나가던 버스에 탑승한 시민 17명이 공수부대에 의해 살해당한 사건이다.

## 경과
1980년 5월 21일 오후 1시 전남도청의 집단 발포 직후, 전남도청에 배치된 7공수여단, 11공수여단은 21일 오후 4시 광주시 외곽으로 철수하여 지원동 주남마을, 녹동마을에 주둔하며 지나가는 차량의 차량 통행을 봉쇄하였다.
5월 23일 오전 주남마을을 지키던 11공수여단 62대대 4지역대 병사들이 지나가던 버스에 발포를 한 다음 강가에 빠트려 버스에 타고 있던 승객 15명이 사망하고 3명이 부상당하였다. (11공수여단은 15명을 사살했다고 보고)
이 사건의 피해자 중에는 손옥례, 고영자, 김춘례, 박현숙 등 10대 여성 4명도 포함되었는데, 당시 손옥례의 시신에서는 대검에 의한 것으로 추정되는 좌유방자창이, 박현숙의 시신에서도 자창이 발견되었다.
23일 오후 11공수여단 62대대 5지역대 소속 병사 몇 명이 부상자 3명 중 남자 2명을 주남 마을 뒷산으로 끌고가 총살하였다. 국방부 과거사위의 관련자 면담에 따르면, 본부의 모 소령이 부상자를 데려온 것을 책망하자 11공수여단 62대대 5지역대 ○지대 모 중사 등 3명이 부상자를 처리했다. 인근 야산 중턱으로 리어카를 몰고 간 병사는 누군가가 안락사를 시키자고 한 후 사살했고, 묻고 났을 때는 해가 질 무렵이었으며 해당 버스는 시신과 함께 강가에 추락시켜 단순 추락 사고로 처리했다고 증언했다.
지원동에서는 주남마을 미니버스 총격 및 추락사건 이외에도 적십자 활동을 하고 있던 차량에 대한 발포 후 차량을 전소시켜 화재로 인한 교통사고로 위장한 사건, 트럭 운전사를 살해한 후 너릿재 터널에 트럭을 밀어 넣고 소각해 화재로 인한 교통사고로 위장한 사건도 있었다.
그 외에도 담양으로 나가는 광주교도소, 장성으로 나가는 광주 톨게이트, 나주로 나가는 송정리 공군 부대의 시 외곽을 봉쇄하였고, 시민들의 출입을 완전히 통제하였으며, 여기서 평소 시외를 드나들던 시민들이 많이 희생되었다.

## 같이 보기
- 5·18 광주 민주화 운동